# Aleksandr Kerzhakov
Aleksandr Anatolyevich Kerzhakov (tiếng Nga: Александр Анатольевич Кержаков [ɐlʲɪˈksandr ɐnɐˈtolʲjɪvʲɪtɕ kʲɪrʐɐˈkof]; sinh ngày 27 tháng 11 năm 1982) là một huấn luyện viên và cựu cầu thủ bóng đá chuyên nghiệp người Nga từng chơi ở vị trí tiền đạo. Anh hiện là huấn luyện viên của Nizhny Novgorod.
Anh là một chân sút vĩ đại nhất trong lịch sử bóng đá Nga, với tổng số bàn thắng ghi được trong cả sự nghiệp là 233 bàn. Anh được mô tả là một tiền đạo thích "lùi sâu để liên kết với hàng tiền vệ, mong đợi các cầu thủ vượt qua anh ấy", người mà anh ấy tạo ra khoảng trống.
Trong suốt sự nghiệp thi đấu quốc tế, Kerzhakov đã thi đấu 91 trận và cùng đội tuyển Nga tham dự hai kỳ World Cup và hai kỳ Euro. Năm 2014, anh chính thức vượt qua Vladimir Beschastnykh để trở thành cầu thủ ghi nhiều bàn thắng nhất cho đội tuyển Nga.

## Sự nghiệp câu lạc bộ

### Zenit
Sinh ra tại Kingisepp, Leningrad Oblast, anh đã trải qua mùa giải năm 2000 tại câu lạc bộ nghiệp dư FC Svetogorets Svetogorsk, giúp họ vô địch giải đấu khu vực Tây Bắc khi đã ghi 18 bàn thắng.
Năm 2001 Kerzhakov gia nhập FC Zenit Saint Petersburg, anh có trận ra mắt vào tháng 3 và ghi bàn thắng đầu tiên vào tháng 6 trước Spartak Moscow. Trong mùa giải đầu tiên của mình, Kerzhakov là tiền đạo được lựa chọn thứ hai sau Hennadiy Popovych. Tuy nhiên, sau đó vào năm 2001, anh đã giúp Zenit về thứ ba tại Russian Premier League và giành vị trí á quân vào năm 2003. Năm 2002, Kerzhakov trở thành một đối tác ăn ý trên hàng công cùng với Andrei Arshavin và điều đó giúp cho cả hai được triệu tập lên đội tuyển quốc gia. Năm đó Kerzhakov có tên trong danh sách của đội tuyển Nga tham dự FIFA World Cup 2002.
Năm 2003, huấn luyện viên người Séc Vlastimil Petržela đã sử dụng Kerzhakov như một tiền đạo lựa chọn số một và anh đã trở thành cầu thủ ghi bàn hàng đầu của giải Ngoại hạng Nga mùa giải 2004. Trong khi dưới thời Petržela, Kerzhakov đã đều có suất đá chính cả bốn trận đấu vòng bảng UEFA Cup mùa giải 2004-05 và tiếp tục ghi một cú hat trick trong chiến thắng 5–1 trước AEK Athens. Mùa giải tiếp theo, anh lại có tên trong đội hình xuất phát trong hai trận đấu liên tiếp của Zenit trong chiến dịch UEFA Cup mùa giải 2002-06. Zenit giành quyền vào chơi tại vòng 32 đội bằng cách vượt qua Vitória, Beşiktaş, Bolton, và Sevilla. Ở vòng knockout, Kerzhakov đều đã ghi bàn trước các đội Rosenborg và Olympique de Marseille và giúp Zenit giành quyền vào vòng tứ kết đối đầu với Sevilla. Kerzhakovdđã có một màn trình diễn rất tốt khi ghi bàn trong trận đấu lượt về sân khách nhưng điều đó là chưa đủ giúp đội bóng của anh tránh khỏi thất bại với tổng tỉ số 5–2 sau hai lượt trận.

### Sevilla
Với việc không được Dick Advocaat trọng dụng tại Zenit, Kerzhakov chuyển đến Sevilla vào tháng 12 năm 2006, ký hợp đồng có thời hạn 5 năm rưỡi với mức phí chuyển nhượng 5 triệu Euro, như một phần của thỏa thuận hợp tác của các câu lạc bộ.
Dưới thời Juande Ramos, Kerzhakov thi đấu cùng với Luís Fabiano và Frédéric Kanouté. Anh chơi trận đầu tiên vào ngày 14 tháng 1 năm 2007 và ghi bàn thắng đầu tiên vào ngày 28 tháng 1 năm 2007 trong chiến thắng 4–2 trước Levante UD. Anh ghi bàn thắng quyết định vào lưới Tottenham trong chiến thắng 4–3 trong trận tứ kết UEFA Cup vào ngày 5 tháng 4 năm 2007. Kerzhakov sau đó đã góp phần vào chức vô địch của Sevilla trong mùa giải UEFA Cup 2006–07.
Sau khi Juande Ramos chuyển đến Tottenham Hotspur vào tháng 10 năm 2007, thời gian thi đấu của Kerzhakov giảm xuống dưới thời huấn luyện viên Manuel Jiménez. Được lựa chọn sau Luís Fabiano, Frédéric Kanouté, Javier Chevantón, và Arouna Koné, người ta suy đoán rằng Kerzhakov sẽ rời Sevilla sau sự quan tâm từ Tottenham, Manchester United, và Paris Saint-Germain.
According to Russian newspaper Sport-Express, vào ngày 30 tháng 1 năm 2008, Kerzhakov tuyên bố anh sẽ ở lại Sevilla để cùng câu lạc bộ này tiếp tục thi đấu tại La Liga and UEFA Champions League campaigns.

### Dynamo Moscow

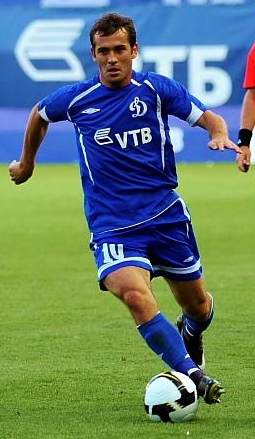
Kerzhakov in action for Dynamo Moscow in 2009

Vào tháng 2 năm 2008, sau khi bị Sevilla bị loại tại Champions League, Kerzhakov đã về nước ký hợp đồng ba năm với đội bóng Nga Dinamo Moscow. Kerzhakov khẳng định mình là tiền đạo được lựa chọn số một cùng với Tsvetan Genkov và Cícero, ghi bàn thắng đầu tiên vào lưới FC Moscow. Anh ấy đã hoàn thành mùa giải 2008 với tư cách là cầu thủ ghi bàn nhiều nhất trong đội hình với bảy bàn thắng, giúp câu lạc bộ cán đích ở vị trí thứ ba và giành được một suất đá play off ở vòng loại UEFA Champions League.
Trong mùa giải 2009, Kerzhakov duy trì vị trí của mình như một tiền đạo được lựa chọn đầu tiên trước Aleksandr Kokorin và Fedor Smolov nhưng Dynamo về thứ tám và thua Celtic và CSKA Sophia trong nỗ lực giành quyền vào Champions League mùa giải 2009-10 và Europa League.

### Quay trở lại Zenit
Vào tháng 1 năm 2010, Kerzhakov đã hủy bỏ năm cuối cùng của hợp đồng với Dynamo và trở lại câu lạc bộ chuyên nghiệp đầu tiên của mình Zenit St. Petersburg. Dưới thời huấn luyện viên sắp tới Luciano Spalletti, Kerzhakov trở thành tiền đạo được lựa chọn hàng đầu trong sơ đồ 4-2-3-1 và có 26 lần ra sân. Anh ghi bàn thắng đầu tiên vào lưới CSKA Moscow vào tháng 4 năm 2010 và tiếp theo là hai cú hattrick vào lưới R.S.C. Anderlecht trong UEFA Europa League và Saturn Moscow tại giải quốc nội mùa 2010.
Mùa giải tiếp theo bắt đầu bằng trận thua đáng thất vọng trước FC Twente ở vòng 16 đội Europa League. Tuy nhiên, Kerzhakov đã ghi 23 bàn sau 32 lần ra sân ở giải quốc nội Ngoại hạng Nga, kết thúc mùa giải với tư cách là cầu thủ ghi nhiều bàn thắng thứ hai sau Seydou Doumbia của CSKA Moscow. Zenit đã kết thúc mùa giải với vị trí số 1 và sau đó tiếp tục vô địch mùa giải 2011-12 vào mùa xuân năm 2012 để giành chức vô địch quốc gia thứ hai liên tiếp trong hai năm.
Trong mùa giải 2012–13, Kerzhakov là tiền đạo được lựa chọn hàng đầu trong sơ đồ 4-2-3-1 của Spalletti, ghi 11 bàn trong giải đấu, bao gồm các cú đúp vào lưới Amkar Perm, Mordovia Saransk, và Spartak Vladikavkaz. Anh đã tham gia UEFA Champions League, ghi bàn thắng duy nhất của mình bên ngoài giải Ngoại hạng Nga vào lưới Anderlecht. Sau khi Zenit không thể vượt qua vòng bảng, Kerzhakov đã chơi ở UEFA Europa League nhưng không ghi được bàn nào khi câu lạc bộ của anh ấy thua F.C. Basel ở vòng 16 đội. Với việc Spalletti mua Salomón Rondón giữa mùa giải 2013–14, thời gian thi đấu của Kerzhakov giảm đi trong bối cảnh các báo cáo về mối quan hệ căng thẳng với HLV người Ý.
Sau sự xuất hiện của Andre Villas-Boas vào tháng 3 năm 2014, Kerzhakov thi đấu năm trong chín trận cuối cùng của mùa giải với Zenit ở vị trí thứ hai sau CSKA Moscow. Mùa giải tiếp theo, Zenit vô địch giải đấu với Kerzhakov chơi 14 trận và ghi ba bàn. Anh ấy cũng đã chơi trong chiến dịch Champions League của câu lạc bộ, vào sân thay người trong ba trận đấu vòng bảng. Kerzhakov bắt đầu mùa giải quốc nội 2014-15 với một cú đúp trong chiến thắng 8–1 trước Torpedo Moscow khi Zenit thắng tám trận đầu tiên tại giải đấu. Villas-Boas sử dụng Kerzhakov để thay thế trước những suy đoán về sự rạn nứt giữa hai người. Villas Boas đã loại Kerzhakov khỏi đội trong mùa giải 2015–16, khi tiền đạo này không xuất hiện ở giải quốc nội hoặc các giải đấu châu Âu trước khi được cho FC Zurich mượn..

### Zurich
Tại Zurich, Sami Hyypiä sử dụng Kerzhakov như một trung phong trong sơ đồ 4-2-3-1. Anh tiếp tục ghi năm bàn thắng trong mười bảy lần ra sân trong một chiến dịch kết thúc bằng việc câu lạc bộ xuống hạng từ giải vô địch quốc gia Thuỵ Sĩ.

### Mùa giải cuối cùng tại Zenit
Kerzhakov trở lại Zenit thi đấu tại giải vô địch quốc gia Nga mùa giải 2016–17 dưới sự dẫn dắt của Mircea Lucescu. Lucescu sử dụng Kerzhakov ở vị trí tiền đạo dự bị, anh chỉ đá chính ở trận đầu tiên của mùa giải. Kerzhakov chính thức giải nghệ vào ngày 13 tháng 7 năm 2017 và được bổ nhiệm làm tuyển trạch viên của các đội trẻ và học viện của Zenit.

## Sự nghiệp thi đấu quốc tế

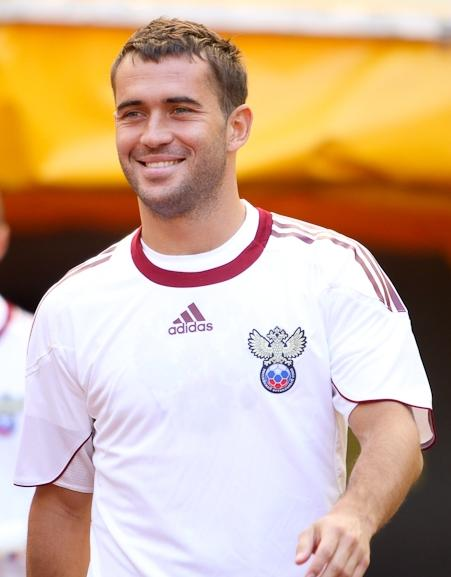
Kerzhakov with the Russia national football team in 2011

### Những năm đầu
Kerzhakov bắt đầu thi đấu ở đội tuyển U21 Nga từ năm 2001. Anh có trận ra mắt đội tuyển Nga gặp Estonia vào ngày 27 tháng 3 năm 2002. Hai tháng sau, huấn luyện viên Oleg Romantsev đã triệu tập Kerzhakov tham dự FIFA World Cup 2002 với tư cách là một trong bốn tiền đạo cùng Vladimir Beschastnykh, Ruslan Pimenov, và Dmitri Sychev. Anh được cất lên băng ghế dự bị trong hai trận gặp Tunisia và Nhật Bản nhưng đã được tung vào sân thay cho Valery Karpin trong trận đấu gặp Bỉ ở phút 82 và có một đường kiến tạo cho Sychev ghi bàn trong trận thua 2-3.
Sau khi Romantsev bị sa thải, tân huấn luyện viên Valery Gazzaev đã triệu tập Kerzhakov lên tuyển chuẩn bị cho chiến dịch vòng loại UEFA Euro 2004, Kerzhakov đã ghi bàn thắng đầu tiên cho đội tuyển Nga trong trận giao hữu hoà 1–1 trước Thụy Điển vào ngày 21 tháng 8 năm 2002. Năm 2003, anh giành chức vô địch giải bóng đá quốc tế Đảo Síp.
Sau khi hoàn thành tám trận đấu ở vòng loại, Kerzhakov được huấn luyện viên Georgi Yartsev triệu tập tham dự vòng chung kết UEFA Euro 2004 cùng với ba tiền đạo khác là Dmitri Bulykin, Dmitri Kirichenko, and Dmitri Sychev. Anh ngồi dự bị trong các trận đấu gặp Tây Ban Nha và Hy Lạp, anh được chơi trọn vẹn trận đấu gặp Bồ Đào Nha, giải đấu đội tuyển Nga dừng bước ở vòng bảng

### 2004–2010
Sau Euro 2004, Kerzhakov ra sân thường xuyên dưới sự dẫn dắt của Yartsev trong vòng loại World Cup 2006 và ghi một bàn thắng vào lưới Liechtenstein vào tháng 3 năm 2005. Người kế nhiệm của Yartsev là Yuri Semin, tiếp tục chọn Kerzhakov khi anh tiếp tục ghi ba bàn trong đó có cú đúp vào lưới Liechtenstein nhưng Nga đã không vượt qua vòng loại World Cup 2006.
Dưới thời Guus Hiddink, Kerzhakov tiếp tục vai trò tiền đạo được lựa chọn đầu tiên cho dù thời gian chơi bóng của anh tại  Zenit đã bị giảm xuống vào cuối năm 2006. Khi chuyển đến Sevilla, Hiddink đã không triệu tập Kerzhakov trong trận giao hữu với Hà Lan vào tháng 2 năm 2007. Anh được gọi trở lại tham dự vòng loại UEFA Euro 2008 với Estonia và ghi cả hai bàn thắng trong chiến thắng 2–0. Vào tháng 6 năm 2007, Kerzhakov ghi một hat-trick trong chiến thắng 4–0 trước Andorra. Anh ấy đã đóng góp nhiều hơn nữa cho tuyển Nga tại chiến dịch vòng loại Euro 2008 bằng cách ghi một bàn thắng trong chiến thắng 3–0 trước Macedonia vào tháng 9 năm 2007. Mặc dù là cầu thủ ghi nhiều bàn thắng nhất cho Nga với 5 bàn thắng, Kerzhakov đã không thể lọt vào danh sách 23 cầu thủ của Hiddink tham dự vòng chung kết UEFA Euro 2008.
Sau 18 tháng không thi đấu cho đội tuyển quốc gia, Kerzhakov đã được gọi lại vào tháng 5 năm 2009 chuẩn bị cho vòng loại World Cup 2010 gặp Phần Lan tại sân khách Helsinki. Anh bắt đầu trận đấu và ghi hai bàn thắng giúp Nga đánh bại Phần Lan 3–0 và tiếp tục chơi trong phần còn lại của chiến dịch. Trong trận playoff với Slovenia, Kerzhakov đã ngồi dự bị ở trận lượt đi nhưng đã vào sân trong hiệp một thay thế cho Roman Pavlyuchenko trong trận lượt về. Ở phút 66, anh nhận thẻ đỏ trực tiếp từ Terje Hauge vì cố ý đá vào thủ môn của Slovenia Samir Handanović. Slovenia đã giành chiến thắng với chiến thắng 1–0 và loại Nga sau trận hòa chung cuộc 2–2 bằng luật bàn thắng sân khách.

### 2010–2016: Kỷ lục ghi bàn và lần ra sân cuối cùng cho đội tuyển quốc gia

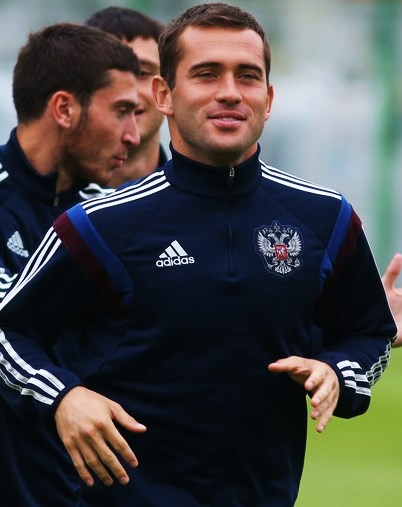
Kerzhakov trong buổi tập cùng đội tuyển Nga vào ngày 3 tháng 9 năm 2014, trước trận đấu anh phá kỷ lục ghi nhiều bàn thắng nhất cho Nga

Thẻ đỏ của Kerzhakov trong trận đấu với Slovenia dẫn đến việc anh bị treo giò hai trận vòng loại của Euro 2012. Khi được Dick Advocaat gọi trở lại, Kerzhakov đã ghi bàn trong các chiến thắng trước Ireland và Macedonia. Anh ấy đã không ghi bàn một lần nữa trong phần còn lại của chiến dịch vòng loại nhưng đã cố gắng có thêm ba lần ra sân khi Nga đứng đầu bảng B để đủ điều kiện tham dự vòng chung kết. Advocaat triệu tập anh tham dự vòng chung kết UEFA Euro 2012, nhưng anh không ghi được bàn thắng nào và Nga dừng bước ở vòng bảng.
Sau Euro 2012, cựu huấn luyện viên Anh Fabio Capello đã sử dụng Kerzhakov làm tiền đạo lựa chọn đầu tiên sau khi loại Andrei Arshavin, Roman Pavlyuchenko và Pavel Pogrebnyak. Kerzhakov đã xuất hiện trong tất cả mười trận vòng loại World Cup 2014 và trở thành cầu thủ ghi nhiều bàn thắng nhất của Nga với năm bàn thắng, bao gồm cả bàn thắng ấn định tỷ số trong trận thắng 1–0 của Nga trước Bồ Đào Nha.
Trong đội hình của Capello cho 2014 FIFA World Cup, Kerzhakov vào sân ở phút 71 thay cho Yuri Zhirkov và ghi bàn thắng gỡ hòa cho Nga ba phút sau đó trong trận mở màn của giải đấu, trận đấu kết thúc với tỷ số hoà 1–1 trước Hàn Quốc. Bàn thắng thứ 26 của Kerzhakov cho Nga, cân bằng kỷ lục của Vladimir Beschastnykh cho đội tuyển quốc gia. Kerzhakov vào sân thay người cuối cùng cho Aleksandr Samedov trong trận thua 0-1 của Nga trước Bỉ. Anh ra sân ở đội hình xuất phát trong trận đấu cuối cùng vòng bảng với Algeria trước khi được thay thế cho Maksim Kanunnikov trong trận hòa 1-1 khiến Nga bị loại ở vòng bảng.
Vào ngày 3 tháng 9 năm 2014, anh trở thành cầu thủ ghi nhiều bàn thắng nhất cho đội tuyển quốc gia Nga sau khi ghi hai bàn trong chiến thắng 4–0 giao hữu trước Azerbaijan.
Kerzhakov tiếp tục góp mặt trong đội hình của Capello cho chiến dịch vòng loại UEFA Euro 2016. Anh ngồi dự bị trong trận gặp Thụy Điển và Áo trong khi bị thay ra ở hiệp một trận gặp Liechtenstein và Moldova. Kerzhakov đã vào sân thay người ở hiệp hai trong trận thua 0–1 trên sân nhà trước Áo trong trận đấu cuối cùng của huấn luyện viên Capello tại đội tuyển Nga. Người kế nhiệm Capello, Leonid Slutsky, đã loại Kerzhakov khỏi các trận đấu vòng loại còn lại cũng như vòng chung kết. Anh chơi trận cuối cùng cho đội tuyển quốc gia trong trận giao hữu với Lithuania vào ngày 26 tháng 3 năm 2016.

## Sự nghiệp huấn luyện
Vào ngày 15 tháng 3 năm 2018, Liên đoàn bóng đá Nga đã thông báo ký hợp đồng với Kerzhakov để huấn luyện đội tuyển U17 Nga cho đến cuối năm 2019. Đội đã trở thành đội U19 Nga vào tháng 9 năm 2018 khi các cầu thủ lên tuổi và sau đó là U19 Nga.
Vào ngày 24 tháng 9 năm 2020, Kerzhakov được câu lạc bộ đang thi đấu ở giải hạng nhất Nga FNL FC Tom Tomsk ký hợp đồng làm huấn luyện viên. Anh rời Tomsk vào cuối mùa giải 2020–21.
Vào ngày 17 tháng 6 năm 2021, anh ký hợp đồng với FC Nizhny Novgorod, đội gần đây đã được thăng hạng lên thi đấu tại Russian Premier League.

## Đời tư
Em trai của Kerzhakov, Mikhail, là một thủ môn đang thi đấu chuyên nghiệp tại Zenit.
Năm 2002, Kerzhakov là tác giả cuốn tự truyện của mình có tựa đề  Từ 16 tuổi và lớn lên . (tiếng Nga: До 16 и старше)

## Thống kê sự nghiệp

### Câu lạc bộ
| Câu lạc bộ             | Mùa giải            | Giải đấu               | Giải đấu | Giải đấu | Cup  | Cup | Châu lục | Châu lục | Khác | Khác | Tổng cộng | Tổng cộng |
| Câu lạc bộ             | Mùa giải            | Hạng                   | Trận     | Bàn      | Trận | Bàn | Trận     | Bàn      | Trận | Trận | Trận      | Bàn       |
| ---------------------- | ------------------- | ---------------------- | -------- | -------- | ---- | --- | -------- | -------- | ---- | ---- | --------- | --------- |
| Zenit Saint Petersburg | 2001                | Russian Top Division   | 28       | 6        | 5    | 2   | 0        | 0        | 0    | 0    | 33        | 8         |
| Zenit Saint Petersburg | 2002                | Russian Premier League | 29       | 14       | 2    | 0   | 2        | 2        | 0    | 0    | 33        | 16        |
| Zenit Saint Petersburg | 2003                | Russian Premier League | 27       | 13       | 3    | 3   | 0        | 0        | 0    | 0    | 30        | 16        |
| Zenit Saint Petersburg | 2004                | Russian Premier League | 29       | 18       | 6    | 6   | 7        | 6        | 0    | 0    | 42        | 30        |
| Zenit Saint Petersburg | 2005                | Russian Premier League | 25       | 7        | 5    | 5   | 8        | 3        | 0    | 0    | 38        | 15        |
| Zenit Saint Petersburg | 2006                | Russian Premier League | 21       | 6        | 2    | 0   | 6        | 4        | 0    | 0    | 29        | 10        |
| Zenit Saint Petersburg | Tổng cộng           | Tổng cộng              | 159      | 64       | 23   | 16  | 23       | 15       | 0    | 0    | 205       | 95        |
| Sevilla                | 2006–07             | La Liga                | 15       | 5        | 5    | 0   | 8        | 2        | 0    | 0    | 27        | 7         |
| Sevilla                | 2007–08             | La Liga                | 11       | 3        | 3    | 0   | 3        | 1        | 2    | 0    | 19        | 4         |
| Sevilla                | Tổng cộng           | Tổng cộng              | 26       | 8        | 8    | 0   | 11       | 3        | 2    | 0    | 46        | 11        |
| Dynamo Moscow          | 2008                | Russian Premier League | 27       | 7        | 2    | 1   | 0        | 0        | 0    | 0    | 29        | 8         |
| Dynamo Moscow          | 2009                | Russian Premier League | 24       | 12       | 2    | 2   | 4        | 1        | 0    | 0    | 30        | 15        |
| Dynamo Moscow          | Tổng cộng           | Tổng cộng              | 51       | 19       | 4    | 3   | 4        | 1        | 0    | 0    | 59        | 23        |
| Zenit Saint Petersburg | 2010                | Russian Premier League | 28       | 13       | 3    | 0   | 5        | 4        | 0    | 0    | 36        | 17        |
| Zenit Saint Petersburg | 2011–12             | Russian Premier League | 32       | 23       | 3    | 0   | 7        | 1        | 0    | 0    | 42        | 24        |
| Zenit Saint Petersburg | 2012–13             | Russian Premier League | 23       | 10       | 0    | 0   | 8        | 1        | 0    | 0    | 31        | 11        |
| Zenit Saint Petersburg | 2013–14             | Russian Premier League | 19       | 6        | 1    | 0   | 11       | 3        | 1    | 0    | 32        | 9         |
| Zenit Saint Petersburg | 2014–15             | Russian Premier League | 14       | 3        | 1    | 0   | 6        | 1        | 0    | 0    | 21        | 4         |
| Zenit Saint Petersburg | 2016–17             | Russian Premier League | 13       | 1        | 0    | 0   | 3        | 1        | 1    | 0    | 17        | 2         |
| Zenit Saint Petersburg | Tổng cộng           | Tổng cộng              | 129      | 56       | 8    | 0   | 40       | 11       | 2    | 0    | 179       | 67        |
| FC Zürich              | 2015–16             | Swiss Super League     | 17       | 5        | 2    | 2   | 0        | 0        | 0    | 0    | 19        | 7         |
| Tổng cộng sự nghiệp    | Tổng cộng sự nghiệp | Tổng cộng sự nghiệp    | 382      | 152      | 46   | 21  | 78       | 30       | 4    | 0    | 508       | 203       |

### Quốc tế
| Đội tuyển quốc gia | Năm       | Trận | Bàn |
| ------------------ | --------- | ---- | --- |
| Nga                | 2002      | 7    | 3   |
| Nga                | 2003      | 8    | 0   |
| Nga                | 2004      | 7    | 0   |
| Nga                | 2005      | 10   | 4   |
| Nga                | 2006      | 5    | 0   |
| Nga                | 2007      | 7    | 6   |
| Nga                | 2008      | 0    | 0   |
| Nga                | 2009      | 6    | 2   |
| Nga                | 2010      | 2    | 2   |
| Nga                | 2011      | 5    | 0   |
| Nga                | 2012      | 12   | 5   |
| Nga                | 2013      | 8    | 2   |
| Nga                | 2014      | 11   | 5   |
| Nga                | 2015      | 2    | 1   |
| Nga                | 2016      | 1    | 0   |
| Tổng cộng          | Tổng cộng | 91   | 30  |

| Số thứ tự | Ngày                 | Địa điểm                                     | Đối thủ          | Tỉ số | Kết quả | Giải đấu                      |
| --------- | -------------------- | -------------------------------------------- | ---------------- | ----- | ------- | ----------------------------- |
| 1         | 21 tháng 8 năm 2002  | Sân vận động RZD Arena, Moscow, Nga          | Thụy Điển        | 1–0   | 1–1     | Giao hữu                      |
| 2         | 7 tháng 9 năm 2002   | Sân vận động RZD Arena, Moscow, Nga          | Cộng hòa Ireland | 3–1   | 4–2     | Vòng loại Euro 2004           |
| 3         | 16 tháng 10 năm 2002 | Sân vận động Trung Tâm, Volgograd, Nga       | Albania          | 1–0   | 4–1     | Vòng loại Euro 2004           |
| 4         | 26 tháng 3 năm 2005  | Rheinpark Stadion, Vaduz, Liechtenstein      | Liechtenstein    | 1–0   | 2–1     | Vòng loại FIFA World Cup 2006 |
| 5         | 3 tháng 9 năm 2005   | Sân vận động RZD Arena, Moscow, Nga          | Liechtenstein    | 1–0   | 2–0     | Vòng loại FIFA World Cup 2006 |
| 6         | 3 tháng 9 năm 2005   | Sân vận động RZD Arena, Moscow, Nga          | Liechtenstein    | 2–0   | 2–0     | Vòng loại FIFA World Cup 2006 |
| 7         | 8 tháng 10 năm 2005  | Sân vận động RZD Arena, Moscow, Nga          | Luxembourg       | 2–0   | 5–1     | Vòng loại FIFA World Cup 2006 |
| 8         | 24 tháng 3 năm 2007  | A. Le Coq Arena, Tallinn, Estonia            | Estonia          | 1–0   | 2–0     | Vòng loại UEFA Euro 2008      |
| 9         | 24 tháng 3 năm 2007  | A. Le Coq Arena, Tallinn, Estonia            | Estonia          | 2–0   | 2–0     | Vòng loại UEFA Euro 2008      |
| 10        | 2 tháng 6 năm 2007   | Petrovsky Stadium, Saint Petersburg, Nga     | Andorra          | 1–0   | 4–0     | Vòng loại UEFA Euro 2008      |
| 11        | 2 tháng 6 năm 2007   | Petrovsky Stadium, Saint Petersburg, Nga     | Andorra          | 2–0   | 4–0     | Vòng loại UEFA Euro 2008      |
| 12        | 2 tháng 6 năm 2007   | Petrovsky Stadium, Saint Petersburg, Nga     | Andorra          | 3–0   | 4–0     | Vòng loại UEFA Euro 2008      |
| 13        | 8 tháng 9 năm 2007   | Sân vận động RZD Arena, Moscow, Nga          | Macedonia        | 3–0   | 3–0     | Vòng loại UEFA Euro 2008      |
| 14        | 10 tháng 6 năm 2009  | Helsinki Olympic Stadium, Helsinki, Phần Lan | Phần Lan         | 1–0   | 3–0     | Vòng loại World Cup 2010      |
| 15        | 10 tháng 6 năm 2009  | Helsinki Olympic Stadium, Helsinki, Phần Lan | Phần Lan         | 2–0   | 3–0     | Vòng loại World Cup 2010      |
| 16        | 8 tháng 10 năm 2010  | Aviva Stadium, Dublin, Ireland               | Cộng hòa Ireland | 1–0   | 3–2     | Vòng loại UEFA Euro 2012      |
| 17        | 12 tháng 10 năm 2010 | Philip II Arena, Skopje, Macedonia           | Macedonia        | 1–0   | 1–0     | Vòng loại UEFA Euro 2012      |
| 18        | 25 tháng 5 năm 2012  | Sân vận động RZD Arena, Moscow, Nga          | Uruguay          | 1–1   | 1–1     | Giao hữu                      |
| 19        | 1 tháng 6 năm 2012   | Letzigrund, Zurich, Thuỵ Sĩ                  | Ý                | 1–0   | 3–0     | Giao hữu                      |
| 20        | 11 tháng 9 năm 2012  | National Stadium, Ramat Gan, Israel          | Israel           | 1–0   | 4–0     | Vòng loại World Cup 2014      |
| 21        | 11 tháng 9 năm 2012  | National Stadium, Ramat Gan, Israel          | Israel           | 3–0   | 4–0     | Vòng loại World Cup 2014      |
| 22        | 12 tháng 10 năm 2012 | Luzhniki Stadium, Moscow, Nga                | Bồ Đào Nha       | 1–0   | 1–0     | Vòng loại World Cup 2014      |
| 23        | 6 tháng 9 năm 2013   | Central Stadium, Kazan, Nga                  | Luxembourg       | 3–0   | 4–1     | Vòng loại World Cup 2014      |
| 24        | 11 tháng 10 năm 2013 | Stade Josy Barthel, Luxembourg, Luxembourg   | Luxembourg       | 4–0   | 4–0     | Vòng loại World Cup 2014      |
| 25        | 26 tháng 5 năm 2014  | Petrovsky Stadium, Saint Petersburg, Nga     | Slovakia         | 1–0   | 1–0     | Giao hữu                      |
| 26        | 18 tháng 6 năm 2014  | Arena Pantanal, Cuiabá, Brazil               | Hàn Quốc         | 1–1   | 1–1     | FIFA World Cup 2014           |
| 27        | 3 tháng 9 năm 2014   | Arena Khimki, Khimki, Nga                    | Azerbaijan       | 1–0   | 4–0     | Giao hữu                      |
| 28        | 3 tháng 9 năm 2014   | Arena Khimki, Khimki, Nga                    | Azerbaijan       | 2–0   | 4–0     | Giao hữu                      |
| 29        | 18 tháng 11 năm 2014 | Groupama Arena, Budapest, Hungary            | Hungary          | 2–0   | 2–1     | Giao hữu                      |
| 30        | 7 tháng 6 năm 2015   | Arena Khimki, Khimki, Nga                    | Belarus          | 4–2   | 4–2     | Giao hữu                      |

### Thống kê sự nghiệp huấn luyện
Từ ngày 27 tháng 10 năm 2021
| Đội             | Bắt đầu             | Kết thúc            | Record | Record | Record | Record | Record | Record | Record | Record |
| Đội             | Bắt đầu             | Kết thúc            | G      | W      | D      | L      | GF     | GA     | GD     | Win %  |
| --------------- | ------------------- | ------------------- | ------ | ------ | ------ | ------ | ------ | ------ | ------ | ------ |
| U18 Nga         | 1 tháng 9 năm 2018  | 30 tháng 6 năm 2019 | 17     | 8      | 1      | 8      | 31     | 25     | +6     | 047,06 |
| U19 Nga         | 1 tháng 7 năm 2019  | 24 tháng 9 năm 2020 | 9      | 4      | 5      | 0      | 23     | 8      | +15    | 044,44 |
| Tom Tomsk       | 24 tháng 9 năm 2020 | 9 tháng 6 năm 2021  | 28     | 10     | 6      | 12     | 27     | 31     | −4     | 035,71 |
| Nizhny Novgorod | 17 tháng 6 năm 2021 | Hiện tại            | 14     | 6      | 2      | 6      | 15     | 19     | −4     | 042,86 |
| Tổng cộng       | Tổng cộng           | Tổng cộng           | 68     | 28     | 14     | 26     | 96     | 83     | +13    | 041,18 |

## Thành tích

### Câu lạc bộ
Zenit Saint Petersburg
- Russian Premier League: 2010, 2011–12, 2014–15
- Russian Cup: 2009–10
- Russian Super Cup: 2011, 2016
- Russian Premier League Cup: 2003

Sevilla
- Copa del Rey: 2006–07
- Supercopa de España: 2007
- UEFA Cup: 2006–07

FC Zürich
- Swiss Cup: 2015–16

### Cá nhân
- Vua phá lưới Russian Premier League: 2004

## Liên kết
- Zenit Profile
- Fan Club
- Blog: "Kerzhakov in La Liga"
- Career history (bằng tiếng Nga)
- Personal website (bằng tiếng Nga)
- Career, statistic, goals
- Player profile (bằng tiếng Nga)
- Aleksandr Kerzhakov tại Soccerway

Bản mẫu:FC Nizhny Novgorod squad
Bản mẫu:Russian Premier League managers
Bản mẫu:Russian Premier League top scorers
Bản mẫu:Footballer of the Year in Baltic and Commonwealth of Independent States
Bản mẫu:FC Tom Tomsk managers